# Генрих II де Гиз
Генрих (Анри) II де Гиз (фр. Henri II de Guise; 4 апреля 1614, Париж — 2 июня 1664, Париж) — французский аристократ, архиепископ Реймский, впоследствии 5-й герцог де Гиз.
Был третьим сыном герцога Карла де Гиза, губернатора Прованса, и внуком Генриха де Гиза по прозвищу «Меченый».

## Биография
С детства предназначался к церковной карьере. В 1630 году в шестнадцатилетнем возрасте стал архиепископом Реймским, но свои обязанности прелата исполнял неохотно и даже тайно вступил в брак со своей родственницей — Анной Гонзага, дочерью герцога Карла Мантуанского, . Этот брачный союз был впоследствии признан недействительным.
В 1641 году после смерти отца и двух старших братьев принял на себя титул герцога де Гиза, возглавил младшую ветвь Лотарингского дома, отказавшись от кафедры архиепископа Реймского.
Принял участие в заговоре графа Суассона против кардинала Ришельё. После раскрытия заговора и начала репрессий против его участников герцог де Гиз вынужден был уехать в Испанские Нидерланды, где вступил в брак с дочерью фламандского аристократа, Оноратой де Гримберг из побочной (бергской) линии Брабантского дома. Через два года брак был расторгнут.
В 1643 году после кончины Ришельё Генрих де Гиз был помилован королевой Анной и смог вернуться ко французскому двору. Также ему были возвращены все его должности, титулы и привилегии, соответствующие его происхождению и положению. На следующий год в Париже смертельно ранил на дуэли графа Мориса де Колиньи, правнука Великого Колиньи. Спустя несколько недель граф скончался.
Когда Мазаньелло поднял восстание в Неаполитанском королевстве против испанского владычества и была провозглашена республика, восставшие, желавшие заручиться поддержкой Франции, пригласили герцога де Гиза, доверив ему руководство государством. Герцог, находясь на тот момент в Риме, принял предложение, в надежде приобрести неаполитанский трон и примкнул к восставшим, прибыв в Неаполь 15 ноября. 17 ноября в Неаполитанском соборе, в присутствии кардинала Асканио Филомарино он принёс торжественная присягу на верность республике, объявив себя дожем. Его тиранические замашки через 2 месяца привели к его изгнанию из Неаполя. Попытка де Гиза вернуть себе город в 1654 году потерпела неудачу, отчасти из-за присутствия английского флота, под командованием Роберта Блейка.
Последние годы жизни Генрих II Лотарингский провёл в Париже при дворе Людовика XIV. Так как он не оставил после себя законного потомства, после его смерти титул и владения дома Гизов перешли к его племяннику Луи Жозефу (сыну его младшего брата Людовика де Жуайеза).